# Melanotaenia herbertaxelrodi
Melanotaenia herbertaxelrodi är en fiskart som beskrevs av Allen, 1981. Melanotaenia herbertaxelrodi ingår i släktet Melanotaenia och familjen Melanotaeniidae. IUCN kategoriserar arten globalt som otillräckligt studerad. Inga underarter finns listade i Catalogue of Life.